# Samson et Delilah
Pour les articles homonymes, voir Samson et Dalila (homonymie).
Pour plus de détails, voir Fiche technique et Distribution.
Samson et Delilah (Samson and Delilah) est un film australien réalisé par Warwick Thornton sorti en 2009.

## Synopsis
Deux aborigènes australiens de 15 ans vivants dans une communauté aborigène disparue volent une voiture afin d'échapper aux difficultés de leur vie actuelle en se rendant à Alice Springs, une ville d'Australie.

## Fiche technique
- Titre original : Samson and Delilah
- Titre français : Samson et Delilah
- Réalisation : Warwick Thornton
- Scénario : Warwick Thornton
- Photographie : Warwick Thornton
- Décors : Daran Fulham
- Costumes : Heather Wallace
- Son : David Tranter et Liam Egan
- Montage : Roland Gallois
- Pays de production :  Australie
- Langues originales : anglais et warlpiri
- Distribution : 
  - France : Why Not Productions
- Format : Couleurs - 1,85:1 - 35 mm - Son Dolby Digital
- Durée : 101 minutes
- Dates de sortie : 
  - Australie : 20 février 2009 au Festival de Adélaïde[1]
  - Australie : 7 mai 2009 en salles[2]
  - France : 16 mai 2009 au Festival de Cannes[3]
  - France : 25 novembre 2009 en salles

## Distribution
- Rowan McNamara (en) : Samson
- Marissa Gibson (en) : Delilah
- Mitjili Gibson : Nana (la grand-mère de Delilah)
- Scott Thornton : Gonzo (le clochard sous le pont)

## Autour du film
Samson and Delilah est le premier long métrage de Warwick Thornton. Rowan McNamara et Marissa Gibson, tous les deux de tout jeunes acteurs, jouent pour la première fois. Le film se passe autour de Alice Springs. Décrit par le réalisateur comme étant « une histoire d'amour survivante », le film dépeint deux indigènes australiens de 15 ans vivants dans une communauté aborigène disparue et qui volent une voiture afin d'échapper aux difficultés de leur vie actuelle en se rendant à Alice Springs. 
Le film fut présenté au Festival de Cannes 2009 dans la section Un Certain Regard et a remporté le prix Caméra d'or pour le meilleur premier long métrage,. La compagnie de production de films Screen Australia a annoncé le 29 septembre 2009 que le film fut nommé en tant qu'entrée officielle australienne dans l’académie des Oscar du cinéma dans la catégorie Oscar du meilleur film en langue étrangère.

### Réception critique
- Le Parisien : « Samson et Delilah pâtissent hélas de tant de complaisance dans la noirceur[9]. »
- Télérama : « Warwick Thornton parvient à associer son portrait documentaire des indigènes d'Australie à une romanesque histoire d'amour naissant[10]. »

## Distinctions
- Festival d'Adélaïde 2009
  - Prix du public[11]
- 62e Festival de Cannes
  - Sélection officielle Un certain regard
  - Caméra d'or[12]
- Australian Film Institute Awards 2009[13]
  - Meilleur film : Kath Shelper
  - Meilleur réalisateur : Warwick Thornton
  - Meilleur scénario original : Warwick Thornton
  - Meilleur espoir : Marissa Gibson et Rowan McNamara
  - Meilleure photographie : Warwick Thornton
  - Meilleur son : Liam Egan, David Tranter, Robert Sullivan, Tony Murtagh, Yulia Akerholt, Les Fiddess
- Inside Film Awards 2009[14]
  - Meilleur film : Warwick Thornton et Kath Shelper
  - Meilleure actrice : Marissa Gibson
  - Meilleur acteur : Rowan McNamara
  - Meilleur scénario : Warwick Thornton
  - Meilleure musique : Warwick Thornton
  - Meilleur réalisateur : Warwick Thornton